# J. Peter Robinson
John Peter Robinson (* 16. September 1945 in Fulmer, Buckinghamshire, England) ist ein britischer Komponist, Arrangeur, Pianist und Musiker.

## Leben
Nach seinem Studium an der Royal Academy of Music arbeitete John Peter Robinson als Pianist für Andrew Lloyd Webber und Tim Rice bei dem Musical Jesus Christ Superstar. Anschließend spielte und tourte er auch als Pianist für Bands von Eric Clapton, Al Jarreau und David Bowie, mit dem er an dessen Science-Fiction-Film Der Mann, der vom Himmel fiel arbeitete. Es sollte allerdings bis Mitte der 1980er Jahre dauern, bis er mit dem Actionfilm Interceptor seinen ersten kompletten eigenverantwortlichen Filmscore komponierte. Ab 1995 komponierte er auch die internationale Musik für die Actionfilme von Jackie Chan, darunter bereits erschienene Filme wie Police Story, Police Story 2 und Rumble in the Bronx, sowie die darauffolgenden Jackie Chans Erstschlag und Mr. Nice Guy.

## Filmografie (Auswahl)
- 1985: Police Story (警察故事 jǐngchá gùshì)
- 1986: Gate – Die Unterirdischen (The Gate)
- 1986: Heißhunger (Kate’s Secret)
- 1986: Interceptor (The Wraith)
- 1987: Bates Motel
- 1987: Das Ritual (The Believers)
- 1988: Cocktail
- 1988: Der Kuss (The Kiss)
- 1988: Police Story 2 (警察故事 II jǐngchá gùshì II)
- 1988: Sheriff gesucht (Desert Rats)
- 1988: Toll treiben es die wilden Zombies (Return of the Living Dead Part II)
- 1989: Blinde Wut (Blind Fury)
- 1989: Der Junge aus dem Weltall (The Gifted One)
- 1989: Joy Stick Heroes (The Wizard)
- 1990: Cadillac Man
- 1990: Leben um jeden Preis (When You Remember Me)
- 1991: Frauen hinter Gittern (Prison Stories: Women on the Inside)
- 1991: Höllenwut (Hell Hath No Fury)
- 1991: Im Teufelssturm (Lightning Field)
- 1991: Tödliche Absichten (Deadly Intentions… Again?)
- 1992: Blutspur in die Vergangenheit (With a Vengeance)
- 1992: Flirt mit dem Tod – Eine gnadenlose Affäre (Are You Lonesome Tonight)
- 1992: Spiel der Patrioten (The President’s Child)
- 1992: Steinzeit Junior (Encino Man)
- 1992: Wayne’s World
- 1993: Cool! – Endlich sind die Eltern weg (The Day My Parents Ran Away)
- 1994: Freddy’s New Nightmare (Wes Craven’s New Nightmare)
- 1994: Highlander III – Die Legende (Highlander III – The Sorcerer)
- 1995: Mindripper (The Outpost)
- 1995: Rumble in the Bronx (紅番區 Hong faan kui)
- 1995: Vampire in Brooklyn (Wes Craven’s Vampire In Brooklyn)
- 1996: Generation X
- 1996: Hilfeschreie aus dem Jenseits (Buried Secrets)
- 1996: Jackie Chans Erstschlag (警察故事 IV：簡單任務;)
- 1997: Deadly Speed – Todesrennen auf dem Highway (Runaway Car)
- 1997: Mr. Nice Guy (一個好人; Yī Gè Hǎo Rén)
- 1998: Firestorm – Brennendes Inferno (Firestorm)
- 1998: Gargantua – Das Monster aus der Tiefe (Gargantua)
- 1998: Schau nie nach unten! Die Angst am Abgrund (Don’t Look Down)
- 1998: Soulskater – Vier Freunde auf Rollen (Brink!)
- 1999: Detroit Rock City
- 1999–2006: Charmed – Zauberhafte Hexen (Charmed, Fernsehserie)
- 2000: Die Linda McCartney Story (The Linda McCartney Story)
- 2001: 15 Minuten Ruhm (15 Minutes)
- 2001: Black River
- 2001: WW3
- 2002: Beeper
- 2002: Wishcraft
- 2003: Air Terror – Killerjagd über dem Pazifik (Code 11–14)
- 2004: 12 Days of Terror (Fernsehfilm)
- 2005: Mit Herz und Hand (The World’s Fastest Indian)
- 2006: Der 15. Geburtstag (Quinceañera)
- 2006: Der Hades-Faktor (Covert One: The Hades Factor)
- 2007: Shelter
- 2008: Bank Job (The Bank Job)
- 2011: Blue Crush 2 – No Limits (Blue Crush 2)
- 2011: Pakt der Rache (Seeking Justice)

## Auszeichnungen
Saturn Award
- 1988: Nominierung für die Beste Filmmusik für Toll treiben es die wilden Zombies
- 1995: Nominierung für die Beste Filmmusik für Freddy’s New Nightmare

ASCAP Film and Television Music Awards 
- 1989: Auszeichnung in der Kategorie Top Box Office Films für Cocktail
- 1993: Auszeichnung in der Kategorie Top Box Office Films für Wayne’s World